# 21674 Ренальдоуебб
21674 Ренальдоуебб (21674 Renaldowebb) — астероїд головного поясу, відкритий 7 вересня 1999 року.
Тіссеранів параметр щодо Юпітера — 3,340.